# Alison Lohman
Alison Lohman est une actrice américaine, née le 18 septembre 1979 à Palm Springs en Californie.

## Biographie

### Enfance et formation
Alison naît et grandit à Palm Springs. Sa mère Diane est propriétaire d'une pâtisserie et son père, Gary, est architecte. Elle a un frère plus jeune, Robert (né en 1982). Très bonne élève à l'école, elle est parmi les meilleures élèves de sa classe.
Bien que sa famille n'ait pas de contact particulier avec le monde du spectacle, elle joue à l'âge de 9 ans le rôle de Gretyl dans The Sound Of Music au Palm Desert's McCallum Theater dans sa ville natale. Elle continue à se produire dans ce théâtre et obtiendra même un prix de comédie pour son interprétation du rôle-titre de la comédie musicale Annie alors qu'elle n'est âgée que de 11 ans.
À l'âge de 17 ans, Alison est déjà apparue dans 12 productions importantes différentes et a été choriste pour des chanteurs comme Frank Sinatra, Bob Hope ou l'orchestre Desert Symphony. Elle reçoit une récompense de la célèbre NFAA (National Foundation for Advancement in the Arts) et on lui propose une bourse de la Tisch School of the Arts de New York.
Pourtant en 1997, alors qu'elle vient d'achever ses études secondaires, elle renonce à cette bourse et décide de partir à Los Angeles pour tenter de devenir comédienne où elle ne tardera pas à percer.

### Carrière
Quatre mois après son arrivée, elle débute en jouant dans quelques téléfilms et dans de petites productions, interprétant les jeunes adolescentes comme le film de science-fiction Kraa! The Sea Monster (1998) ou des comédies familiales (The Million dollar kid (2000) et Delivering Milo (2001)). C'est après ce dernier film qu'elle obtient un rôle dans la série Pasadena où elle interprète Lily MacAlister, une adolescente de 15 ans tourmentée par les secrets de sa famille.
2002 marque un tournant dans sa carrière lorsqu'elle obtient son premier rôle important au cinéma, celui d'Astrid, quinze ans, dans le film dramatique Laurier blanc de Peter Kosminsky et adaptation du roman du même nom de Janet Fitch qui connait un franc succès. Sa prestation est largement saluée par la critique internationale. Elle partage l'affiche avec Michelle Pfeiffer, Renée Zellweger et Robin Wright Penn.
Quelques mois plus tard, elle connaîtra  la consécration internationale en interprétant, dans Les Associés de Ridley Scott, le rôle d'une adolescente de 14 ans (alors qu'elle en a 24 lors du tournage) dont le père, Nicolas Cage, ne connait pas l'existence. Sa carrière est définitivement lancée. Selon la critique internationale, Alison est habitée par ce rôle et est d'une crédibilité parfaite ainsi que d'un charme naturel qui colle totalement à celui de Nicolas Cage.
L'année suivante, Tim Burton la remarque et l'engage pour jouer aux côtés d'Ewan McGregor dans Big Fish qui obtiendra une nomination aux oscars. Elle tient le rôle de Jessica Lange âgée de 18 ans. Elle est là aussi saluée pour sa performance. En 2005, elle joue dans The Big White aux côtés de grands noms du cinéma tel que Robin Williams, Giovanni Ribisi, Holly Hunter et Woody Harrelson. Elle y tient là encore le rôle d'une jeune fille de 18 ans.
Longtemps cantonnée dans des rôles d'adolescente grâce à son physique particulièrement juvénile et à sa taille, 1 mètre 58, on la retrouve dans le rôle d'une jeune femme fatale qui sème le trouble dans les vies de Kevin Bacon et Colin Firth dans le film La Vérité nue du cinéaste canadien Atom Egoyan, sélection officielle au festival de Cannes 2005 qui reçoit un accueil chaleureux de la part du public. Toujours en 2005, elle double le film d'animation japonais Nausicaä de la vallée du vent en y interprétant le rôle principal.
Elle enchaîne avec Delirious de Tom DiCillo. Dans ce film, elle interprète K'Harma Leeds, jeune pop star qui tombe amoureuse d'un SDF devenu paparazzi. Le film est un succès critique et est nommé à quinze reprises, obtenant finalement sept récompenses[réf. nécessaire].
En 2006, elle joue dans Flicka de Michael Mayer (en) qui raconte l'histoire de Katie, jeune fille de 15 ans et demi qui revendique la propriété d'un cheval sauvage. Le succès du film est tel que trois suites verront le jour, mais sans Alison qui ne veut pas y participer.
En 2007, elle continue de tourner avec les plus grands réalisateurs en rejoignant le casting de La Légende de Beowulf de Robert Zemeckis, film en capture de mouvement où elle joue le rôle d'Ursula, jeune adolescente préférée du roi. Le film est un succès et rapporte près de 200 millions de dollars dans le monde, ce qui devient son plus grand succès international. Elle joue ensuite dans Nos souvenirs brûlés, sorti en 2008, aux côtés de Benicio del Toro, Halle Berry et David Duchovny.
En 2009, sort le film Jusqu'en Enfer de Sam Raimi. Alison y joue le premier rôle, une jeune femme luttant contre une malédiction. La même année, sur le tournage d'Ultimate Game avec Gerard Butler, elle commence une relation avec le réalisateur Mark Neveldine. Elle tombe enceinte l'année d'après et décide d'interrompre une carrière en pleine ascension pour se consacrer à leur enfant et devenir mère au foyer. Mark Neveldine fait de même et ne se remet à la réalisation qu'en 2012. En 2014 elle devient maman pour la seconde fois.
En 2016, elle retrouve les plateaux de tournage en jouant dans The Duke avec Pierce Brosnan.

## Filmographie

### Cinéma

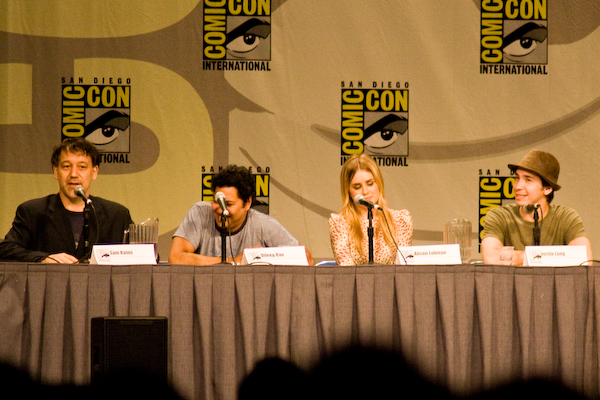
L'équipe de Jusqu'en Enfer : Sam Raimi, Dileep Rao, Alison Lohman, Justin Long, au San Diego Comic-Con International de 2008.

- 1998 : Kraa ! The Sea Monster de Michael Deak
- 1999 : Passé virtuel de Josef Rusnak
- 2000 : The Million dollar kid de Neil Mandt
- 2000 : Le poids du secret (Sharing The Secret) : Beth
- 2001 : Delivering Milo de Nick Castle : Mme Madeline
- 2001 : Alex in wonder de Drew Ann Rosenberg
- 2002 : White Boy de John Marino
- 2003 : Laurier blanc de Peter Kosminsky
- 2003 : Big Fish de Tim Burton
- 2003 : Les Associés (Matchstick Men) de Ridley Scott
- 2005 : The Big White de Mark Mylod
- 2005 : La Vérité nue (Where the truth lies) d'Atom Egoyan
- 2005 : Nausicaä de la vallée du vent de Hayao Miyazaki (version américaine) - Nausicaä (voix)
- 2006 : Delirious de Tom DiCillo
- 2006 : Flicka de Michael Mayer (en)
- 2007 : La Légende de Beowulf de Robert Zemeckis
- 2007 : Nos souvenirs brûlés (Things We Lost in the Fire) de Susanne Bier
- 2009 : Jusqu'en Enfer de Sam Raimi
- 2009 : Ultimate Game (Gamer) de Mark Neveldine et Brian Taylor
- 2016 : The Duke (Urge) de Aaron Kaufman
- 2017 : Officer Downe de Shawn Crahan

### Télévision
- 1998 : Sept à la maison (Saison 3, épisode 9)
- 2001 : Pasadena : Lily McAllister
- 2000 : Tucker : McKenna Reid

## Distinctions

### Récompenses
- 2003 : Hollywood Film Awards de la meilleure actrice de l'année dans un second rôle.
- 2003 : ShoWest Convention de la star féminine de demain.
- 2003 : Young Hollywood Awards de la superstar féminine de demain.

### Nominations
- 2003 : Phoenix Film Critics Society Awards de la meilleure révélation dans un drame pour Laurier blanc (2003).
- 2003 : Central Ohio Film Critics Association Awards de la meilleure actrice dans un second rôle dans une comédie dramatique pour Les Associés (Matchstick Men) (2003).
- 2003 : Golden Schmoes Awards de la meilleure actrice de l'année dans un second rôle dans une comédie dramatique pour Les Associés (Matchstick Men) (2003).
- 3e cérémonie des Detroit Film Critics Society Awards 2009 : Meilleure actrice dans un film d'horreur pour Jusqu'en Enfer (2009).
- 2009 : Fright Meter Awards de la meilleure actrice dans un film d'horreur pour Jusqu'en Enfer (2009).
- 2009 : Scream Awards de la meilleure actrice dans un film d'horreur pour Jusqu'en Enfer (2009).
- 2009 : Scream Awards de la meilleure scène de combat partagée avec Lorna Raver dans un film d'horreur pour Jusqu'en Enfer (2009).
- 2010 : MTV Movie + TV Awards de la meilleure performance la plus effrayante  dans un film d'horreur pour Jusqu'en Enfer (2009).
- 36e cérémonie des Saturn Awards 2010 : Meilleure actrice dans un film d'horreur pour Jusqu'en Enfer (2009).